# Tour des Danys du Cannet
La Tour des Danys, appelée également Maison du Brigand, Maison des Brigands ou Tour des Brigands, est une maison dimière du XIIIe siècle ou du XVIe siècle située dans le hameau des Danys au Cannet (Alpes-Maritimes), du nom d'une des familles fondatrices du Cannet, la famille Dany.

## Historique
Cette tour fait l’objet d’une inscription au titre des monuments historiques depuis le 22 décembre 1941.

## Présentation
La tour des Danys n'a probablement pas été construite avant le milieu du XVIe siècle. On sait qu'elle était surtout une maison dimière. Elle est l'œuvre des moines de Lérins.

Servant à fermer l'entrée de la ville au niveau de la route de Cannes, cette tour est la plus ancienne construction du Cannet conservée en l'état. Carrée, construite en petit appareil, elle mesure 9 m de hauteur et 5,35 m de largeur. L'épaisseur des murs à la base est de 0,68 m.

Son toit est orné de 9 mâchicoulis. De forme carrée, sa porte à présent murée, se situait à 3 m du sol (pour y accéder, il fallait une échelle).

Sa nouvelle porte d'entrée se trouve au ras du sol avec un perron. Sa façade donne sur la rue de Cannes. Le caractère défensif de cet édifice est rappelé par la rareté des ouvertures et la présence de mâchicoulis.
Un jour qu'il était de passage en ville, Prosper Mérimée demande à une vieille personne le nom de cette tour.
Celle-ci ne parlant que le provençal, il se vit répondre :

"Ah Moussu! es habitado per aqueu brigand d’Agnelin s’enebrio chasque jou."

(Ah Monsieur! Elle est habitée par ce brigand d’Agnelin qui s’enivre chaque jour).

Prosper Mérimée n'ose pas lui demander de répéter et croit entendre un mot ressemblant à "brigand". Il baptise donc cette tour "Tour des Brigands", nom qui est parfois encore utilisé.